# Ross-Verlag

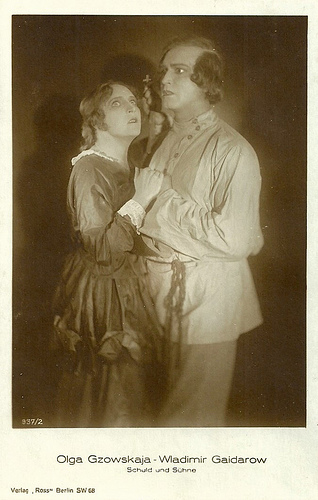
Künstlerpostkarte des Verlags „Ross“

Der Ross-Verlag in Berlin war ein deutscher Verlag, der in den 1920er bis 1940er Jahren Ansichtskarten und Fotos mit Porträts von Schauspielern und Sängern sowie Ansichtskarten mit Filmszenen herausgab.

## Verlagsgeschichte

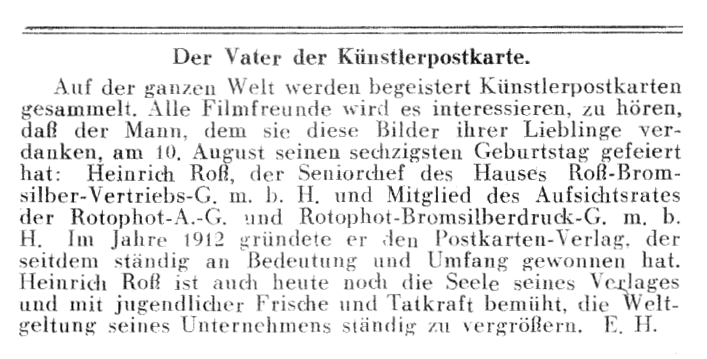
Anlässlich seines 60. Geburtstages würdigt die Filmwoche 1930 die Arbeit von Heinrich Roß

Heinrich Roß (* 10. August 1870 in Rokytno, Österreich-Ungarn; † 3. August 1957 in Chicago, Illinois) hatte im Jahr 1901 die Firma Heinrich Roß gegründet, aus der im Jahr 1908 nach einer Umwandlung die Heinrich Roß Kunstdruck GmbH hervorging. Für den Vertrieb von Papiererzeugnissen gründete er im Juni 1907 die Roß Bromsilber-Vertriebs-GmbH. Das Pferd als Firmenlogo des Verlags bezieht sich auf den Namen des Gründers. Der Firmensitz war in der Alexandrinenstraße 10 in Berlin SW68.
In den 1920er- und 1930er-Jahren galt der Ross-Verlag als der in ganz Europa führende Verlag für Postkarten mit Porträts bekannter Filmschauspieler und Postkarten mit Filmszenen – zunächst nur für Deutschland, später auch für das internationale Filmschaffen. Schätzungsweise bis zu 40.000 verschiedene Motive wurden ausgegeben. Zu den Fotografen, deren Fotos der Verlag in den 1920er-Jahren veröffentlichte, gehörten auch die seit 1921 in Berlin lebende Wanda von Debschitz-Kunowski (1870–1935) und Hanni Schwarz.
Neben seiner beruflichen Tätigkeit engagierte sich Heinrich Roß in der jüdischen Brüdergemeinde Neukölln, von 1922 bis 1934 als erster Vorsitzender. Seine Ehefrau, die 1936 verstorbene Berta Roß, war seit 1926 Schriftführerin des Israelitischen Frauenvereins in Berlin-Neukölln.
In der Zeit des Nationalsozialismus wurde der Ross-Verlag 1937 „arisiert“ und in die Tobis Filmkunst GmbH integriert. Heinrich Roß emigrierte und schiffte sich am 13. Mai 1939 in Hamburg auf der St. Louis ein, die ihn nach Kuba bringen sollte. Er wurde unfreiwillig Teilnehmer der Irrfahrt der St. Louis und musste im Juni 1939 wieder nach Europa zurückkehren. Roß hatte Glück und erhielt eine Einreiseerlaubnis für Großbritannien, von wo aus er am 29. Oktober 1942 in die USA reisen durfte. Am 19. April 1943 stellte dort einen Einbürgerungsantrag, dem allerdings erst 1947 stattgegeben wurde. In Deutschland wurde ihm später eine Wiedergutmachung gewährt, die aber in keinem angemessenen Verhältnis zu dem Vermögen stand, das er in Deutschland zurücklassen musste. Bis ins hohe Alter war er deshalb gezwungen, einer Berufstätigkeit als Maschinenarbeiter nachzugehen.
Von seinen drei Kindern – Edith (* 1899; † 14. Januar 1966), verheiratet mit dem Opernsänger Gerhard Pechner, Egon (* 1900; † 10. Dezember 1978 in Chicago) und Helene – konnten Edith und Egon bereits vor ihrem Vater in die USA emigrieren. Tochter Helene war in Berlin geblieben. Von ihrem Schicksal erfuhr Ross erst nach dem Krieg. Sie war am 8. Mai 1945 im Alter von 48 Jahren in Berlin verstorben.
Das von Heinrich Roß gegründete Unternehmen firmierte nach dem Zweiten Weltkrieg einige Jahre noch als Film-Foto-Verlag, bis es in UFA/Film-Foto umbenannt wurde. Die vom Ross-Verlag veröffentlichten Porträtkarten sind heute begehrte Sammelobjekte.

## Rotophot AG

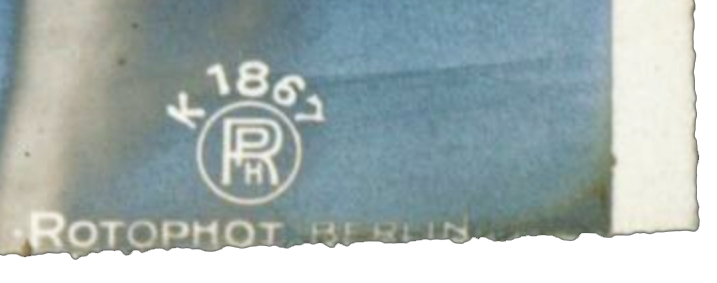
Das markante Signet des Rotophot Verlags: Die von einem Kreis umschlossenen Buchstaben R P H.

Heinrich Roß war Mitglied des Aufsichtsrates der Rotophot AG für graphische Industrie. Ferner gehörten zum Konzern die 1929 gegründete Rotophot Bromsilberdruck GmbH und die Roß Bromsilber-Vertriebs-Gesellschaft mbH, Firmen an der gleichen Berliner Adresse, sowie Geschäftsanteile an der Österreichischen Rotophot GmbH in Wien. Das sehr bekannte RPH-Signet der Rotophot Berlin ist auf vielen Bildern zu finden. Die um 1900 gegründete Rotophot GmbH (seit 1912 Rotophot AG), ein Bildverlag für Fotografien und Plakate, war vermutlich Arbeitgeber von Heinrich Ross, bevor er seinen Verlag gründete.